# Nduga (Regierungsbezirk)
Nduga ist ein indonesischer Regierungsbezirk (Kabupaten) in der indonesischen Provinz Papua Pegunungan auf der Insel Neuguinea. Stand 2020 leben hier circa 110.000 Menschen. Der Regierungssitz des Kabupaten ist Kenyam.

## Geographie
Nduga liegt im Südwesten der Provinz Papua Pegunungan. Im Norden grenzt es an die Regierungsbezirke Lanny Jaya und Jayawijaya, im Osten an Yahukimo, im Süden an Asmat (Provinz Papua Selatan) und im Westen an den Kabupaten Mimika (Provinz Papua Tengah). Administrativ unterteilt sich der Kabupaten Nduga in 32 Distrikte (Distrik) mit 248 Dörfern (Kampung).

## Einwohner
2020 lebten in Nduga 110.171 Menschen. Die Bevölkerungsdichte beträgt 51 Personen pro Quadratkilometer. Circa 98 Prozent der Einwohner sind Protestanten, ein Prozent Katholiken und ein Prozent Muslime.